# Anna Lisitsyna
Anna Lisitsyna (russe : Анна Лисицына ; 14 février 1922 – 3 août 1942) était une partisane soviétique qui a reçu à titre posthume le titre d'Héroïne de l'Union soviétique le 25 septembre 1943 pour ses actes de résistance,.

## Enfance et éducation
Lisitsyna est née dans une famille vepse de Jitnoroutcheï, en Carélie. Après avoir obtenu son diplôme de l'école secondaire à Rybreka, elle étudie entre 1938 et 1940 pour devenir bibliothécaire à Leningrad, après quoi elle a travaillé comme bibliothécaire au Club Régional de Segueja jusqu'à l'invasion allemande de l'Union soviétique. Elle est membre du Komsomol et pratique plusieurs sports dont le vélo, le ski et le tir de précision, ce qui s'est avéré utile pour ses activités de partisane,.

## Seconde Guerre mondiale
Le 15 juin 1942, Lisitsyna, Mariya Melentieva et six autres partisans sont envoyés par l'Armée Rouge derrière les lignes ennemies à Leningrad, pour une mission de reconnaissance d'un mois où Melentieva et elle sont affectées à l'établissement d'un Comité clandestin du Komsomol et à la construction de planques pour les partisans de Cheltozero. Elles doivent aussi collecter des informations sur les forces ennemies et leurs places fortes. L'aîné du village où elle est stationnée participe à la création de la ligue des jeunes communistes de la division, aidant à propager des tracts anti-Axe dans les camps de prisonniers et dans les casernes finlandaises. Après le repérage des garnisons de l'Axe pour l'armée de l'air soviétique et fait des listes de collaborateurs des allemands, les partisans reçoivent l'ordre de retourner dans le territoire contrôlé par les Soviétiques seuls car les aéronefs affectés au transport ne peuvent pas faire le voyage. Le voyage requiert de traverser la rivière Svir, qui est glacée mais pas gelée. Quand ils découvrent que le petit bateau prévu pour la traversée a disparu, ils construisent un radeau qui s'effondre au milieu de la rivière. Après elle être tombée dans l'eau, elle enlève sa lourde robe, et place les documents importants sur sa tête sous son chapeau ; en raison de la température de l'eau, Lisitsyna développe des crampes qui l'empêche de bouger mais elle est dans l'incapacité de crier pour obtenir de l'aide car il y a des camps ennemis sur la rive. Melentieva essaye de la sauver mais elle ne peut pas la porter pour traverser la rivière, elle doit donc la laisser à l'eau après avoir récupéré les documents,,.

## Hommages
Lisitsyna reçoit à titre posthume le titre d'Héroïne de l'Union soviétique le 25 septembre 1943 par décret du Soviet suprême. La rue nommée d'après elle à Petrozavodsk porte une plaque commémorative et son portrait est présent dans la Galerie des Héros de la ville.

## Distinctions
- Héros de l'Union soviétique
- Ordre de Lénine
- Ordre de l'Étoile rouge